# The 1001: A Nature Trust

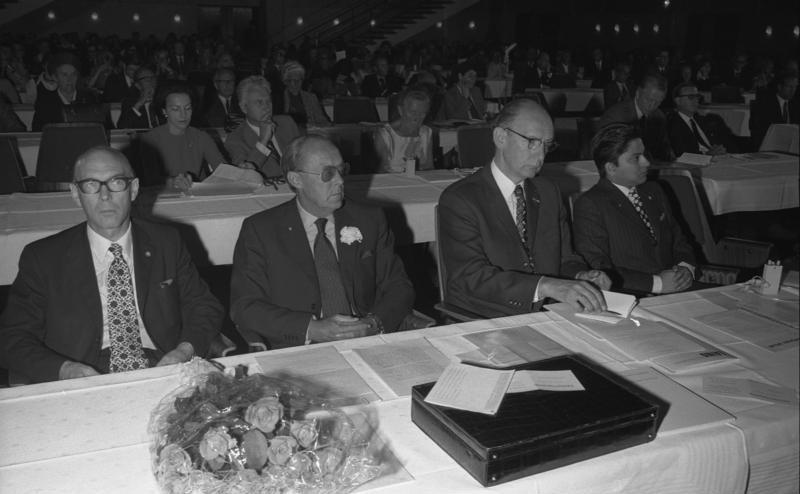
Kongress des World Wildlife Funds 1973 in der Bonner Beethovenhalle mit Prinz Bernhard der Niederlande (2. v. l.) und Prinz Gyanendra von Nepal (4. v. l.)

Beim The 1001: A Nature Trust, der nach den 1001 beteiligten Mitgliedern als Club (der) 1001 bekannt ist, handelt es sich um eine Stiftung, die zur finanziellen Unterstützung des World Wildlife Fund (WWF; später: World Wide Fund for Nature) eingerichtet wurde. Sie wurde zu Beginn der 1970er Jahre mit Unterstützung des südafrikanischen Unternehmers Anton Rupert und des damaligen Präsidenten des WWF International, Bernhard zur Lippe-Biesterfeld, ins Leben gerufen.

## Gründung
Nach Angabe des WWF startete der damalige und erste Präsident des WWF International, Prinz Bernhard der Niederlande, 1970 eine Initiative, die dem WWF eine zuverlässige finanzielle Grundlage verschaffen sollte. Der WWF richtete einen Vermögensstock über zehn Millionen US-Dollar ein, der als „The 1001: A Nature Trust“ bekannt wurde. Prinz Bernhard fungierte als Raison d’Être des Clubs der 1001 und stand im Mittelpunkt eines umfangreichen Ordenssystems, das der WWF nach dem Vorbild moderner Monarchien in den Jahren vor Prinz Bernhards Rücktritt eingeführt hatte, um Elitenbildung und -bindung zu fördern.
Die ursprüngliche Idee für die Einrichtung des Klubs scheint vom WWF-Gründungsmitglied Anton Rupert gekommen zu sein und wurde dem WWF zufolge von Prinz Bernhard „konkret gemacht“. In den Club flossen Ruperts Kenntnisse der Vermarktung sowie seine und Prinz Bernhards komplexen und weltweiten Business-Netzwerke ein. Prinz Bernhard war insbesondere wohlbekannt für seine weitreichenden Kontakte im Businessbereich und zu Machtträgern auf der ganzen Welt. Er war zeitlebens Teilnehmer, Präsident und Förderer mehrerer bedeutender Business-Netzwerke, darunter die Bilderberg-Group (seit 1954) und die weniger bekannte Mars and Mercury Group (gegründet 1926). Die Gründung des Kapitalfonds, mit dessen Zinsen der WWF seine administrativen Fixkosten decken und potenziellen Spendern versichern konnte, „dass 100 Prozent des Geldes, das dem internationalen Sekretariat für den Naturschutz gespendet wird, tatsächlich für Naturschutzprojekte ausgegeben werden“, wurde als „größtes Vermächtnis“ (Alexis Schwarzenbach) Ruperts bezeichnet.

### Vorgeschichte
Der WWF war gegründet worden, um Finanzmittel bereitzustellen, blieb dabei aber im Gegensatz zu anfänglichen Erfolgen zunächst nur begrenzt erfolgreich. WWF-Mitbegründer Peter Scott war davon ausgegangen, die notwendigen Summen aufbringen zu können und hatte sich von „den Reichen“ eine Summe von 25 Millionen US-Dollar erwartet. Doch erst nach Jahren, 1968, erreichte die Gesamtsumme der beim WWF eingegangenen Spenden eine Million Britische Pfund. Diese Summe wurde für die vielfältigen Aufgaben, die sich dem WWF stellten, als zu gering angesehen. Der WWF hatte sich zum Ziel gesetzt, jährlich 2,3 Millionen britische Pfund ausgeben zu können. 1968 schrieb Prinz Bernhard im WWF-Jahrbuch, dass zum Erreichen dieses Zieles neue Geldquellen erschlossen werden müssten. Der WWF hatte zu diesem Zeitpunkt zwar bereits Kontakte zu „den Reichen“ aufbauen können, erhielt von ihnen aber nicht die erhofften Summen. Der WWF war einerseits der Auffassung, dass nicht an Bedingungen gebundene Finanzmittel anzustreben seien, es aber andererseits sehr viel leichter war, zweckgebundene Spenden für konkrete Projekte zu erhalten, als Geld, um die Verwaltungskosten einer Organisation zu decken. 1971 wurden die Finanzen des WWF mit der Gründung des Exclusiv-Clubs The 1001: A Nature Trust dann auf eine neue Grundlage gestellt. Prinz Bernhard wendete sich an 1001 wohlhabende Personen mit dem Anliegen, dem WWF jeweils 10.000 US-Dollar zur Verfügung zu stellen.

### Ablauf
Die Gründung eines Kapitalfonds war bereits im Jahr 1964 vom Bankier und WWF-Stiftungsrats-Mitglied Samuel Schweizer vorgeschlagen worden, doch hatte der WWF bis zum Beitritt von Rupert lediglich umfassende Recherchen darüber angestellt, wie man in verschiedenen Ländern Steuerfreiheit erlangen konnte, und zudem einen Plan von Max Nicholson aus dem Jahr 1961 aufgegriffen, der die Gründung eines exklusiven Clubs für schwerreiche WWF-Förderer vorsah. Als der WWF sich auf der Suche nach einer Möglichkeit befand, das Vermögen von 10 Millionen US-Dollar aufzubringen, unterbreitete Anton Rupert dem WWF-Präsidenten Prinz Bernhard den Vorschlag, eintausend Personen dazu zu bewegen, jeweils einen Betrag von 10.000 US-Dollar zu leisten.
Rupert hatte von diesem Plan, Finanzmittel für einen Kapitalfonds in Höhe von zehn Millionen US-Dollar zu sammeln, erfahren, als er im Januar 1970 Vorsitzender des neu gegründeten Fundraising-Ausschusses wurde. Er besprach sich mit einem Mitarbeiter und Manager seines Unternehmens Rothmans International, dem Ökonom und Juristen Charles de Haes, der für Rupert im Sudan und in Kenia Zigarettenfabriken aufgebaut und gemanagt hatte. Rupert und de Haes beschlossen, 1000 Personen um eine Spende von jeweils 10.000 US-Dollar zu bitten. De Haes sollte für die Umsetzung zwei Jahre lang unbeschränkte Vollmacht erhalten und sein Gehalt in dieser Zeit weiter von Rupert erhalten. Nachdem Rupert und de Haes ihren Plan Peter Scott und Fritz Vollmar bei einem Treffen in Slimbridge, dem Mittelpunkt von Scotts Engagement für den Schutz von Wildvögeln in Gloucestershire, unterbreitet hatten, beschlossen Rupert und de Haes, eintausend Spendern eine persönliche Einladung von Prinz Bernhard zukommen zu lassen, gemeinsam mit ihm den Club 1001 zu gründen. Rupert und de Haes besuchten Prinz Bernhard in den Niederlanden und präsentierten ihm die auf Briefpapier der Londoner Hauptniederlassung von Rothmans gefertigten Einladungen, für die Zigarettenschatel-Designer Rothmans das Club-Logo – einen Globus und die in Gold geprägten Ziffern 1001 – entworfen hatten. Prinz Bernhard akzeptierte das Logo und machte Charles de Haes zu seinem „ehrenamtlichen persönlichen Assistenten“, der den Club 1000 aufbauen sollte.
Gemeinsam entwickelten Rupert und Prinz Bernhard 1970 das Konzept des Clubs der 1001, mit welchem dem WWF dazu verholfen werden sollte, seine Betriebskosten abzudecken. Im November 1970 stimmte der WWF-Stiftungsrat dem Plan zu, der bis Ende 1973 vollständig umgesetzt wurde. Die 1000 wohlhabenden Personen erhielten für die einmalige Spende lebenslange Mitgliedschaft im Club unter Geheimhaltung ihrer Namen durch den WWF. Die Mitglieder – Individuen oder Körperschaften – erhielten für die beträchtliche Spende Zugang zu exklusiven Feiern und Diners, auf denen sie mit anderen wohlhabenden und adligen Personen in Kontakt kommen konnten. Auch Firmen konnten die 10.000 US-Dollar im Namen von ausgewählten Repräsentanten bezahlen, doch wurde die Mitgliedschaft im Club ausschließlich an Einzelpersonen vergeben. In den Broschüren des Clubs erschienen die Mitglieder nur in Form von Namenslisten, unter Angabe des Landes, in dem sich ihr Wohnsitz befand. Vom Londoner Traditionsjuwelier Garrard hergestellte Club-1001-Anstecknadeln fungierten als „wirkungsvolles Mittel, zögerliche Stiftungsratsmitglieder bei Sitzungen unter Gruppendruck zu setzen“ (Alexis Schwarzenbach) und de Haes entwickelte in der Folge eine Art „Schneeballsystem“, indem er jedes neue Mitglied um Adressen von potenziellen Spendern bat, die er dann aufsuchte. Die Außendarstellung des Club 1001 bediente sich der Symbolik eines vornehmen Golf- oder Country-Clubs. Clubmitglieder kamen auf Empfängen, die im Palast von Prinz Bernhard in den Niederlanden abgehalten wurden, zusammen. Der WWF organisierte sowohl internationale und nationale Treffen für die Mitglieder als auch spezielle Ausflüge zu WWF-Projekten in aller Welt. Gelegentlich fanden gesellschaftliche Zusammenkünfte zugunsten der Mitglieder in Städten wie Los Angeles, London oder Genf statt, die in der Regel von einem dort lebenden Mitglied ausgerichtet wurden. Es konnten auch exklusive Urlaubsreisen gebucht werden, von denen eine Ostafrika-Safari im Jahr 1974 unter Teilnahme von 20 zahlenden Mitgliedern dir erste war. Um die Steuerfreiheit nicht zu gefährden, beinhalteten die Mitgliedsbeiträge jedoch keine Leistungen wie etwa die Nutzung eines Clubhauses oder freien Eintritt in WWF-gesponserte Wildtierreservate.
Anton Rupert und Prinz Bernhard arbeiteten dabei für die Förderung und Vermarktung des Natur- und Artenschutzes eng zusammen. Beide entwickelten ihre Netzwerke, aus denen sich der Club der 1001 des WWF rekrutieren sollte. Rupert, selbst ein enger und lebenslanger Freund Prinz Bernhards, wurde allgemein als führender Afrikaner-Geschäftsmann Südafrikas angesehen und war Gründer und Vorsitzender des Tabak-Konzerns Rembrandt, Leiter von Rothmans International und einer der vermögendsten Männer Südafrikas. Im früheren Teil seiner Laufbahn war Rupert viele Jahre lang eng mit dem Afrikaner Broederbond verbunden, dem nationalistischen Geheimbund der Afrikaner, der starken Einfluss auf die Regierungen während der Apartheid-Ära ausgeübt hatte. Auf Vorschlag Prinz Bernhards von 1968 hin, einen nationalen Zweig des WWF in Südafrika zu gründen, richtete Rupert als südafrikanischen Ortsverband des WWF die Southern African Nature Foundation (SANF) ein, zu deren Präsident er selbst wurde, und gewann südafrikanische Geschäftsleute dafür, dessen Stiftungsrat beizutreten. Zudem fungierte Rupert über einen Zeitraum von 22 Jahren hinweg, bis 1990, als Kurator des WWF International, obwohl eine Klausel in der Original-Gründungsurkunde des WWF für Mitglieder eine Begrenzung von zwei dreijährigen Amtszeiten vorsah. Rupert gewann innerhalb der WWF-Kreise derart an Einfluss, dass er in der Lage war, den Generaldirektor für die internationale Hauptgeschäftsstelle des WWF in der Schweiz zu stellen.
Rupert unterbreitete noch während der Präsidentschaft Prinz Bernhards für den WWF International, 1971 oder kurz zuvor, den Vorschlag, Prinz Bernhard einen persönlichen Assistenten zu stellen, der dazu abgestellt werden sollte, in der Hauptgeschäftsstelle des WWF International zu arbeiten, während sein Gehalt weiter von seinem Mutterkonzern bezahlt werden sollte. Für diese Verwendung schlug Rupert de Haes vor. 1971 wurde der von Rupert kostenlos zur Verfügung gestellte de Haes damit beauftragt, an der Seite von Prinz Bernhard zu arbeiten, um eine dauerhafte Stiftung für den WWF zu gründen und das operative Ziel von 10 Millionen US-Dollar durch Anwerbung der Spenden zu erreichen. De Haes, der während der Gründungsphase des Club der 1001 allen WWF-Ländersektionen (ursprünglich „National Appeals“, ab 1977 „Nationale Organisationen“ oder kurz „NOs“ genannt) einen Besuch abstattete, führte seinen Auftrag in der Zeit von 1971 bis 1973 so erfolgreich aus, dass er 1975 neben Fritz Vollmar zum Ko-Generaldirektor von WWF-International und dann 1977 oder 1978 zum alleinigen Generaldirektor ernannt wurde, ein Posten, den er bis 1993 besetzte. Im November 1973 hatte de Haes das angestrebte Ziel von 1000 Spendern erreicht, von denen 60 aus Deutschland kamen.
In den 1990er Jahren war die Höhe der Einlage der 1000 Spender bereits auf jeweils 25.000 US-Dollar aufgestockt worden.

### Ziele und Bedeutung
Bis Ende der 1960er Jahre hatte der WWF ein relativ mäßiges Spendenaufkommen zu verzeichnen. Erst in den 1970er Jahren – also in der Zeit, in die auch die Gründung von The 1001: A Nature Trust durch Prinz Bernhard fiel – konnte ein wesentlicher Spendenzuwachs erzielt werden. Nach Angabe des WWF war WWF International seit der Gründung der „The 1001“ in der Lage, mit Hilfe der Stiftung seinen administrativen Grundkosten zu begegnen. Der größte Teil der Verwaltungsausgaben des WWF wurde nun durch die Zinseinnahmen aus dieser und anderen Stiftungen gedeckt.
Die Gründung einer dauerhaften Stiftung für den WWF International zielte darauf ab, es der internationalen Hauptgeschäftsstelle des WWF zu ermöglichen, finanziell unabhängig von den nationalen Sektionen zu sein. Mit dem neuen Kapitalstock sollte die Verwaltung der Organisation finanziert werden, so dass der Eingang von Spenden in vollem Umfang für die Naturschutzarbeit verwendet werden konnte. Auf diese Weise sollte das durch den Club der 1001 aufgebrachte Vermögen es der internationalen WWF-Hauptgeschäftsstelle erlauben, potentiellen Geldgebern zu versichern, dass ihr Geld nicht für die Verwaltungskosten der Hauptgeschäftsstelle verwendet wird, da diese bereits weitgehend durch das Stiftungsvermögen gesichert waren. Der WWF konnte deshalb in der Folge damit werben, dass jede Spende direkt für Naturschutzprojekte verwendet wird. Dennoch standen dem WWF auch in den 1970er Jahren keine größeren finanziellen Spielräume zur Verfügung. Die Ausgaben richteten sich strikt nach dem jeweiligen Spendenaufkommen, während für Rücklagen kein Spielraum vorhanden war. Eine der Konsequenzen aus der Vereinbarung der The 1001 bestand jedoch darin, dass der WWF International finanziell unabhängig von den weltweit bestehenden nationalen WWF-Sektionen wurde.
Der WWF selbst gibt zudem an, die Stiftung ziele darauf ab, „einflussreiche Mitglieder der Gesellschaft für die Schutzaktivitäten des WWF zu engagieren, solche, die in der Lage sind, einen Wechsel in der Welt herbeizuführen“.
Die stärkere Konzentration auf die Geldbeschaffung führte zu Rivalitäten unter Umweltorganisationen. So wurde nach der Gründung der African Wildlife Foundation (AWF) in WWF-Kreisen eine Bedrohung des WWF durch rasch wachsende Konkurrenz um den Markt der Wildlife Funds wahrgenommen. Die Organisationen begannen zunehmend die allgemeine Öffentlichkeit als Zielgruppe zur Finanzierung zu nehmen, insbesondere in Europa und den USA, wo der Wohlstand stieg. Das Publikum wurde mit Schreckensnachrichten über den Natur- und Artenschutz und dessen Bedrohung durch die Menschen überhäuft. Bilder der Grausamkeit von Wilderern wurden weit verbreitet und ein Gefühl einer dringlichen Krise hervorgerufen. Die starke Botschaft gegen Jagd und Ressourcenverbrauch wurde zu einem effizienten Mittel der Finanzbeschaffung. Ab den 1970er Jahren begannen Spenden der allgemeinen Öffentlichkeit die Beiträge der elitären Organisationsmitglieder zu überwiegen. Dabei transportierten jedoch die an die allgemeine Öffentlichkeit gerichteten Botschaften nicht immer die nuanciertere Haltung der Mitarbeiter der Organisation und ihrer wohlhabenden Donatoren gegenüber der Jagd und dem Ressourcenverbrauch. Dies führte manchmal zu sich entgegenstehenden Strategien und unvermittelten Kehrtwenden der Umweltorganisationen wie etwa bei dem Verbot des Elfenbeinhandels in den 1980er Jahren.
Das gediegene Image des WWF International, dem auch der exklusive, großbürgerliche Mitgliederkreis des Club 1001 entsprach, stand in krassem Widerspruch zum Selbstverständnis einiger nationaler WWF-Organisationen wie in Italien, den Niederlanden oder der Schweiz, die in den 1970er Jahren begannen, ökologisch aktiv zu werden.

## Zusammensetzung
Die Klubmitlgiederlisten behandelt der WWF streng vertraulich. Wenn die Mitgliederlisten auch vertraulich waren, so wurden sie doch jährlich gedruckt und unter den Mitgliedern verteilt. Einige sind daher in den Nachlässen verstorbener Mitglieder wie Peter Scott einsehbar oder zirkulieren im Internet in Form von Scans wie zum Beispiel auf dem Webportal Scribd.
Neue Spender können in den exklusiven Club lediglich eintreten, wenn eine entsprechende Anzahl Mitglieder ausscheidet.

### Angaben zu Mitgliedern der 1970er und 1980er Jahre
In einer Reihe detaillierter und offenbar gut informierter Artikel des britischen Magazins Private Eye wurden 1980 und 1981 Einzelheiten zu einigen Mitgliedern anonym veröffentlicht. Obwohl das Magazin dafür bekannt ist, oftmals fehlerhafte Artikel veröffentlicht zu haben, bestätigte eine Kopie der Mitgliederliste des Clubs der 1001 für das Jahr 1987, die sich im Besitz des Historikers Stephen Ellis befindet, viele der veröffentlichten Behauptungen. Mitgliedsnamen, die „im Laufe der Jahre durchsickerten, schließen Baron von Thyssen, Fiat-Boss Gianni Agnelli und Henry Ford ein, ebenso wie korrupte Politiker wie Mobutu Sese Seko von Zaire, den früheren Präsidenten des Internationalen Olympischen Komitees Juan Samaranch sowie Bierbaron Alfred Heineken“ (The Guardian). Ebenfalls bekannt wurde die Mitgliedschaft von Bernhard Grzimek, der trotz seiner Funktion als Aushängeschild und Verkörperung der „romantischen Seele“ (Wilfried Huismann) des WWF eine Ausnahme unter den von Geschäftsmännern dominierten Mitgliedern des Clubs der 1001 gebildet haben soll.
Viele Mitglieder waren Personen aus dem Bankensektor, aus anderen Geschäftssektoren, aus dem Geheimdienst, aus dem Militär sowie Staatsoberhäupter und somit die globalen Elitenetzwerke, die an den Bilderberg-Konferenzen beteiligt waren. Darüber hinaus gehörten etliche Mitglieder des 1001-Clubs zum südafrikanischen Businesssektor, der Gegenstand eines UN-Boykotts während des Apartheid-Regimes war. Daher bestanden sowohl besondere Verbindungen zwischen (Teilen der) globalen Bilderberg-Elitenetzwerke und dem Tierartenschutz über die Präsidentschaft von Prinz Bernhard für den WWF International hinweg, als auch ausdrückliche Verbindungen des WWF International zu Südafrika auf dem Gebiet der Philanthropie im Umweltbereich. Auf den verschiedenen in Umlauf befindlichen Listen für 1978 und 1987 erschienen Namen einer Reihe von berühmten Geschäftsmännern und Bankiers wie beispielsweise David Rockefeller, Henry Ford II, mehrere Mitglieder der Familie De Rothschild und der Agnelli-Familie. Zu den Mitgliedern des Clubs der 1001 gehörten zu der Zeit, als die südafrikanische Wirtschaft offiziell noch unter Boykott der Weltwirtschaft stand, unter anderem südafrikanische Geschäftsleute wie Anton Rupert und dessen Sohn Johann Rupert (Leiter der Rembrandt/Richemont Group), Freddie de Guingand (Gründer der Wirtschaftslobbyistenorganisation South Africa Foundation), Louis Luyt (bekannt als „Fertilizer King“ Südafrikas) oder auch Ruperts bedeutender Geschäftsrivale Harry F. Oppenheimer (Eigentümer von Anglo American und De Beers). Einige der bekannten Namen, die sich auf den in Umlauf befindlichen Listen des Clubs der 1001 befinden, erscheinen auch auf der offiziell veröffentlichten Mitgliederliste des ebenfalls von Anton Rupert und Prinz Bernhard gegründeten 21-Club, ein Club von Unternehmen und wohlhabenden Geschäftsleuten, die mit einer Mitgliedergebühr von jeweils 1 Million Euro Ruperts Operationen unterstützten. Der Historiker Alexis Schwarzenbach gab in seinem Buch WWF – Die Biographie 2011 als digitale Quelle eine von ihm 2010 gesichtete Mitgliederliste des Club der 1001 an, die auf dem Webportal veröffentlicht worden war.
Prinz Bernhard selbst war Mitglied des Clubs der 1001 mit der Nummer 1001.
Bei der Frage, wie die Business-Netzwerke, in die Prinz Bernhard eingebunden war, bei dem Auffinden von geeigneten Kandidaten während seiner WWF-Jahre für den Klub beitrugen, fehlen Angaben des WWF, der es ablehnt, Informationen über die Clubmitglieder abzugeben. Zwei auch im Internet bekannt gemachte Listen – eine für das Jahr 1978 und eine für 1987 – lassen jedoch darauf schließen, dass es zu einer „gegenseitigen Befruchtung“ (Spierenburg und Wels) zwischen den verschiedenen Netzwerken Prinz Bernhards kam. Diese beiden Listen waren von dem britischen Journalisten Kevin Dowling aufgespürt worden, der mit Unterstützung des WWF einen Dokumentarfilm über Elfenbeinwilderei gedreht, sich aber später über die Frage der Operation Lock mit dem WWF entzweit hatte. Auch der deutsche Journalist Wilfried Huismann gibt an, über Recherche in den Besitz der zwei Ausgaben der Mitgliederlisten des Clubs der 1001 für das Jahr 1978 und für 1987 gelangt zu sein, die inzwischen auch im Internet zu finden seien. Diese beiden verfügbaren Ausgaben stammen Huismann zufolge aus dem Nachlass Kevin Dowlings, der auch einen niemals ausgestrahlten Dokumentarfilm über die Aktivitäten des WWF in Afrika gedreht habe. Bei vielen Mitgliedern dieser Listen handele es sich um Prominente der politischen und finanziellen Weltelite. Unter ihnen befinden sich demnach:
| Name                                     | Anmerkungen                                                                                                  | Herkunft oder Residenz                |
| ---------------------------------------- | --- | ------------------------------------- |
| Agha Hasan Abedi                         | Präsident der BCCI Bank                                                                                      | Pakistan                              |
| Karim Aga Khan IV. (Prince Aga Khan IV.) | Milliardär und spiritueller muslimischer Führer                                                              | Pakistan, Vereinigtes Königreich, ... |
| Giovanni Agnelli                         | Fiat-Chef | Italien                               |
| Baron Astor of Hever                     | Präsident der Times                                                                                          | Vereinigtes Königreich                |
| Stephen Bechtel                          | Bechtel Group                                                                                                | USA                                   |
| Berthold Beitz                           | Krupp | Deutschland                           |
| Martine Cartier-Bresson                  | | Frankreich                            |
| Charles de Chambrun                      | Führungsmitglied der Front National                                                                          | Frankreich                            |
| Joseph Cullman III                       | CEO Philip Morris                                                                                            | USA                                   |
| Sir Eric Drake                           | Generaldirektor von British Petroleum                                                                        | Vereinigtes Königreich                |
| Prinz Philip, Herzog von Edinburgh       | ab 1961 Präsident von WWF-UK, 1981–1996 Präsident des WWF International[31]                                  | Vereinigtes Königreich                |
| Friedrich Karl Flick                     | Industrieller und Milliardär                                                                                 | Deutschland, Österreich               |
| Henry Ford II                            | | USA                                   |
| Manuel Fraga Iribarne                    | Minister im Franquismus, Gründer der rechten Alianza Popular                                                 | Spanien                               |
| C. Gerald Goldsmith                      | | USA                                   |
| Ferdinand H. M. Grapperhaus              | niederländischer Finanzminister                                                                              | Niederlande                           |
| Alfred Heineken                          | bekannt als „Bierkönig“                                                                                      | Niederlande                           |
| Lukas Hoffmann                           | Hoffmann-La Roche                                                                                            | Schweiz                               |
| Lord John King                           | British Airways                                                                                              | Vereinigtes Königreich                |
| Sheikh Salim Bin Ladin                   | älterer Bruder von Osama bin Laden                                                                           | Saudi-Arabien                         |
| John H. Loudon                           | CEO Shell, von 1976 bis 1981 Präsident des WWF International[31]                                             | Niederlande                           |
| Daniel K. Ludwig                         | Reeder und Milliardär                                                                                        | USA                                   |
| José Martínez de Hoz                     | Oligarch, Wirtschaftsminister während der Militärdiktatur von Jorge Rafael Videla                            | Argentinien                           |
| Robert McNamara                          | US-Verteidigungsminister der Vietnam-Ära                                                                     | USA                                   |
| Keshub Mahindra                          | Mahindra Group                                                                                               | Indien                                |
| Mobutu Sese Seko                         | Zaires Langzeit-Diktator                                                                                     | Zaire                                 |
| Mærsk Mc-Kinney Møller                   | Großreeder                                                                                                   | Dänemark                              |
| Prinz Bernhard der Niederlande           | 1962–1976 Präsident des WWF International, blieb danach tief involviert in den WWF und seine Aktivitäten[31] | Niederlande                           |
| Königin Juliana der Niederlande          | Ehefrau von Prinz Bernhard                                                                                   | Niederlande                           |
| Harry Frederick Oppenheimer              | Anglo American Corporation                                                                                   | Südafrika                             |
| David Rockefeller                        | Chase Manhattan Bank                                                                                         | USA                                   |
| Tibor Rosenbaum                          | BCI, Genf | Schweiz                               |
| Baron Edmond von Rothschild              | | Frankreich                            |
| Juan Antonio Samaranch                   | IOC-Präsident                                                                                                | Spanien                               |
| Peter von Siemens                        | Siemens | Deutschland                           |
| Hans Heinrich Thyssen-Bornemisza         | | Schweiz                               |
| Joachim Zahn                             | Daimler-Benz                                                                                                 | Deutschland                           |
Huismanns Recherchen zufolge gehörten zumindest in diesem Zeitraum auch viele Persönlichkeiten aus der deutschen Wirtschaftselite dazu, wie Berthold Beitz, Otto Boehringer, Franz Burda, Friedrich Karl Flick, Hans Gerling, Otto Henkell, Alfred Herrhausen, Kurt A. Koerber, Willy Korf, Hans Merkle, Rudolf-August Oetker, Heinz Pferdmenges, Peter von Siemens, Axel Springer, Prinz Johannes von Thurn und Taxis, Alfred C. Toepfer, Otto Wolff von Amerongen und Joachim Zahn.
Der Historiker Alexis Schwarzenbach, Autor des Buches WWF – Die Biographie, gibt an, dass laut einer alten Mitgliederliste des Clubs der 1001 viele Schweizer Mitglieder aus Basel (wo Charles de Haes dank Luc Hoffmann viele wohlhabende Menschen oder Firmen dazu bringen konnte, den WWF-Kapitalfonds zu unterstützen) oder Genf (wo der WWF seinen Sitz hatte) und jeweiliger Umgebung kamen, während es im stärker vom Wirtschaftsfreisinn beeinflussten Raum Zürich bereits Anfang der 1970er Jahre schwierig gewesen sein soll, für den Umweltschutz Geld aufzubringen. Die Mitglieder des Club der 1001 kamen laut Schwarzenbach aus über 50 Ländern. Im Jahr 1978 waren die fünf am häufigsten vertretenen Herkunftsländer die USA mit 177 Mitgliedern, Großbritannien mit 157, die Niederlande mit 107, Südafrika mit 65 und die Schweiz mit 62.

### Aktuelle Mitglieder
Laut einer aktuellen Darstellung des WWF (Stand: 2014) handelt es sich bei den anonymen Mitgliedern des The 1001: A Nature Trust um eine „angesehene Gruppe von Leuten“, die aus „Philanthropisten aus über 50 Ländern“ besteht. Unter ihnen befinden sich laut WWF unter anderem „Inhaber und Verwalter großer Unternehmen, Unternehmer, Wissenschaftler und Künstler“, die unabhängig von „ihren politischen, persönlichen und geschäftlichen Interessen“ – so der WWF – „alle die gleiche Leidenschaft für die Umwelt teilen – und in erster Linie das gleiche Bedürfnis, die weltweit führende Schutzorganisation zu unterstützen“. Neben Einzelpersonen kommen laut WWF im Club auch „ganze Familien“ zusammen.

## Kritik
Das besondere Verhältnis des WWF zur Wirtschaft beförderte die Kritik, der WWF zeige Voreingenommenheit zugunsten seiner Spender. Innerhalb des WWF-Führung wurde diese Kritik erstmals thematisiert, als die britische Satirezeitschrift Private Eye im August 1980 einen Artikel mit dem Titel „Lowlife Fund“ („Zwielichtiger Fonds“) publizierte. Wie die meisten Beiträge der Zeitschrift, die sich auf Angriffe gegen das Establishment spezialisiert hatte, war der Artikel von 1980 anonym und enthielt gut recherchierte, wenn auch polemisch dargestellte Fakten. Der Artikel gab an, dass einige Unterstützer und Funktionäre des WWF fürchteten, ihren Anteil am öffentlichen Spendenaufkommen zu verlieren, weil „Militante“ wie Friends of the Earth und Greenpeace „im Naturschutz die Initiative übernommen“ hätten. Der kooperative WWF-Umgang mit der Industrie, der sich deutlich vom Konfrontationskurs der eher linksgerichtet konkurrierenden Umweltorganisationen unterschied, auf den vermeintlichen Rückgang der Spendenbereitschaft zurück. Als Ursache für diese Strategie wurde die Unterstützung des WWF durch den Club 1001 angesehen. Mit Hinweis auf eine hochvertrauliche Mitgliederliste aus dem Jahr 1978 machte Private Eye bekannt, dass neben prominenten Geschäftsleuten, die in ökologisch heiklen Branchen wie der Erdöl-, Chemie- oder Bergbauindustrie tätig waren, auch Menschen zum Club 1001 zählten, die bankrottgegangen waren, denen ein Verbrechen angelastet wurde oder deren Vitae andere „Anomalien“ aufzeigten, die mit den Zielen der Stiftung kaum zu vereinbaren waren. So wurde etwa dem US-amerikanischen Milliardär Daniel K. Ludwig, der sein Vermögen zum Teil mit der Herstellung von Öltankern verdient hatte, vorgeworfen, „ein großes Stück des brasilianischen Regenwaldes zu vernichten“, und Zaires Präsident Mobutu wurde beschuldigt, „über eines der größten Massaker an Elefanten in Afrika gewaltet“ zu haben. Der WWF International beschloss zunächst, auf den Artikel „nicht zu reagieren“ und das oberste Entscheidungsgremium des WWF legte das Thema über eine Berücksichtigung der Umweltverantwortung von Unternehmen bei Spenden zwei Jahre später mit einer abschließenden Haltung ad acta: „Es wurde angemerkt, dass keine Kirche jemals Spenden von Sündern abgelehnt hat. Andererseits wurde die Gefahr eingeräumt, dass Unternehmen versuchen, sich Seriosität zu erkaufen, ohne ihr verantwortungsloses Verhalten zu ändern.“
In seinem Buch At the Hand of Man: Peril and Hope for Africa's Wildlife kritisierte Raymond Bonner den WWF 1993 unter verschiedenen Gesichtspunkten und führte auch den Vorwurf neokolonialistischer Methoden an. In Hinblick auf die strenge Vertraulichkeit der Mitgliedschaft im Club der 1001 vermutete Bonner, dass der WWF einige Clubmitglieder von zweifelhafter Reputation zu verheimlichen beabsichtigt. Laut Bonner bot der überproportionale Anteil weißer Südafrikaner für viele von ihnen zu Zeiten der Apartheid eine der wenigen Möglichkeiten, Mitglied in einem internationalen Club zu werden und Kontakte zu Industriellen und Adligen zu knüpfen. Der starke Einfluss der Südafrikaner war nach Bonners Ansicht auch ein Grund dafür, warum der WWF lange Zeit Südafrikas Widerstand gegen ein Verbot des Elfenbeinhandels unterstützt hatte. Ann O’Hanlon vom Washington Monthly, die Bonners Anschuldigungen eine „sorgfältige Anklage des WWF“ nannte, schrieb in ihrer Rezension seines Buches: „Die geheime Liste der Mitglieder beinhaltet einen überproportionalen Prozentsatz an Südafrikanern, die in einer Ära der sozialen Verbannung alle überglücklich sind, in einer Gesellschaft der sozialen Elite willkommen geheißen zu werden. Andere Beitragszahler schließen Geschäftsleute mit suspekten Verbindungen ein, einschließlich des organisierten Verbrechens, der Entwicklung von Umweltzerstörung sowie korrupte afrikanische Politiker. Selbst ein interner Bericht nannte die Vorgehendweise des WWF egozentrisch und neokolonialistisch. (Der Bericht wurde größtenteils vertuscht.)“

### Vertrauliches Elite-Netzwerk als Anlaufpunkt für umstrittene Verbindungen

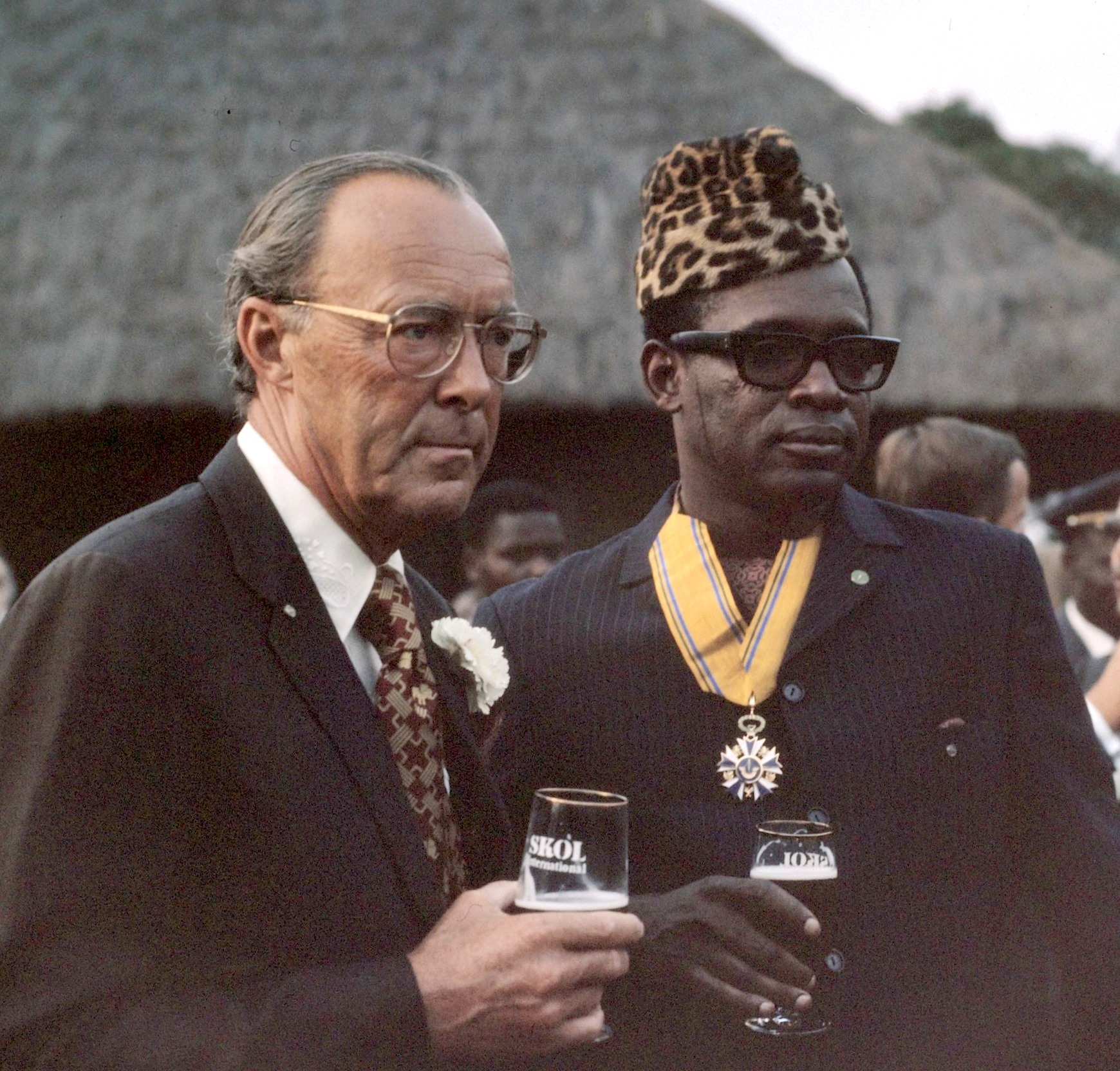
Prinz Bernhard mit Mobutu Sese Seko 1973

Laut Stephen Ellis waren die meisten als solche bekannten Mitglieder des Clubs der 1001 „Leute von tadelloser Integrität, obwohl angemerkt werden muss, dass die Mitglieder des Clubs der 1001 eine geringe Anzahl Personen von schlechtem Ruf einschlossen, wie Präsident Mobutu Sese Seko von Zaire und Agha Hasan Abedi, früherer Präsident der Bank of Credit and Commerce International (BCCI), verantwortlich für den weltweit größten Finanzbetrug in der Geschichte.“ Sowohl Mobutu Sese Seko als auch Agha Hasan Abedi waren zumindest für das Jahr 1987 bekanntgewordene Mitglieder des Clubs der 1001. Laut Bonner konnte der WWF möglicherweise ein Interesse an der Geheimhaltung der Mitgliedschaft des als korrupt geltenden Präsidenten Mobutu von Zaire haben, ebenso wie an der des US-amerikanischen Industriellen Daniel K. Ludwig, dessen Unternehmen Amazonas-Regenwälder abholzen ließen.
Stephen Ellis und Gerrie ter Haar (2004) beschrieben den WWF-Club der 1001 „als eine Vereinigung, in der europäische Königshäuser mit führenden Industriellen Schulter an Schulter zusammenkommen, aber ebenso mit einigen klar dubiosen Gestalten der Korruption auf Regierungsebene und Geheimdienste in der Welt“. Den Autoren zufolge schuf die vordergründig nicht-politische Körperschaft WWF einen Zugang zu einem Typ von Elite-Verbindungen, der bewirkte, dass die elitäre Mitgliedschaft internationaler Netzwerke und Gesellschaften afrikanische Führer in die Lage versetzte, globale Eliten unter Wahrung einer Art von Verschwiegenheit zu verbinden, die ihnen zusagte, wie durch die Mitgliedschaft von Präsident Mobutu im Club der 1001 bezeugt werde. In diesem Zusammenhang betrachten es Ellis und ter Haar als einen der wichtigsten Anreize von Geheimbünden, dass die „Mitgliedschaft Gelegenheiten bietet, politische Geschäfte unbeobachtet von der Masse der Bevölkerung durchzuführen und Solidaritätsbande zu schmieden, die weit über das normale Maß hinausgehen“, wobei „die Geheimhaltungspflicht die Leute zusammenschweißt“.

### Einfluss südafrikanischer Eliten und Plattform zur Umgehung von Sanktionen
Ellis, der sich darum bemühte, den Einfluss der Lobby des weißen Südafrikas auf die Finanzierung von WWF International aufzuzeigen, betonte auch, dass „die Identitäten der 1001 Mitglieder des Clubs der 1001 sehr genau Bernhards eigenen Bekanntenkreis widerspiegeln“. Ellis zufolge offenbarten sie zudem „den Einfluss führender südafrikanischer Persönlichkeiten“. Die verfügbare Mitgliederliste für 1987 beinhaltete mindestens 60 Südafrikaner einschließlich vieler und prominenter Mitglieder des politisch äußerst einflussreichen Afrikaner Broederbond, die an der Spitze von Unternehmen standen, die abhängig vom Patronat des Broederbonds waren, wie Johannes Hurter (Vorsitzender der Bank Volkskas), Etienne Rousseau (Vorsitzender der Federale mining and industrial group) und Pepler Scholtz (früherer Geschäftsleiter der Finanzgruppe Sanlam).
Insbesondere war der Club der 1001 bei südafrikanischen Businessmanagern während des Apartheidregimes beliebt, denen er es erlaubte, sich zu vernetzen und international Geschäfte zu betreiben, während sie internationale Sanktionen umgingen. Auch Spierenburg und Wels (2010) betonen, dass der Club der 1001 mit seinen Empfängen im Palast Prinz Bernhards in den Niederlanden südafrikanischen Geschäftsleuten selbst während des Boykotts gegen Südafrika eine Plattform bot, sich mit ihren internationalen Kollegen zu treffen. Etliche niederländische Geschäftsleute auf den Mitgliedlisten, die über Prinz Bernhard miteinander verbunden waren, wurden zeitweise des Bruchs von Sanktionen beschuldigt.
Mindestens drei südafrikanische Mitglieder des Clubs der 1001 waren in die sogenannte Muldergate-Affäre in Südafrika verwickelt, im Zuge derer enthüllt wurde, dass die Regierung in Pretoria Finanzmittel von Geheimdiensten dazu verwendet hatte, sich die Kontrolle über Tageszeitungen zu erkaufen. Bei einem von ihnen, Louis Luyt, der eine bedeutende Rolle bei der Affäre spielte, handelte es sich um einen früheren Geschäftspartner von Anton Rupert.
Es bestand sowohl eine Kooperation Ruperts mit dem WWF als auch eine intensive Zusammenarbeit und Intervention des  WWF International in der südafrikanischen Naturschutzpolitik und im Zusammenhang damit eine Verbindung des WWF mit der Apartheid-Politik. Als wichtiges Problem sehen Spierenburg und Wels die Position von Charles de Haes an, der vor seiner Ernennung zum Generaldirektor des WWF als persönlicher Assistent Prinz Bernhards in den Jahren 1971 bis 1977 mit der Verwirklichung des Projektes Clubs der 1001 betraut war. De Haes wurde zwar in Belgien geboren und auf den öffentlichen WWF-Listen mit dem Herkunftsland Belgien gekennzeichnet, war jedoch in Südafrika aufgewachsen. De Haes, der vor seiner Assistententätigkeit für Prinz Bernhard in Ruperts Rembrandt-Group aufgehängt gewesen war, erhielt als Prinz Bernhards Assistent Empfehlungsschreiben (letters of introduction) Prinz Bernhards mit königlichem Briefkopf und konnte die Netzwerke Prinz Bernhards nutzen, um innerhalb von drei Jahren 1000 Spender für den Club der 1001 zu finden. Doch zahlte der südafrikanische Unternehmer Rupert weiterhin das Gehalt von de Haes, auch als dieser 1975 zum Ko- und 1977 zum alleinigen Generaldirektor des WWF ernannt wurde und damit offiziell für den WWF und laut Bonner zugleich für ein südafrikanisches Unternehmen arbeitete. Mit Hilfe königlicher Unterstützung zunächst Prinz Bernhards und später Prinz Philipps konnte sich de Haes bis 1993/1994 in der Position als Generaldirektor halten. Bonner kritisierte die mangelnde Transparenz und Rechenschaft des WWF unter de Haes mit den Worten:

“It is unlikely that any other charitable organization that depends on public support operates with such little accountability and in such secrecy as WWF has under de Haes. It is easier to penetrate the CIA.”

„Es ist unwahrscheinlich, dass irgendeine andere gemeinnützige Organisation, die von öffentlicher Unterstützung abhängig ist, mit so geringer Rechenschaftspflicht und in solcher Verborgenheit agiert wie der WWF unter de Haes. Es ist leichter, in die Geheimnisse der CIA einzudringen, als in die des WWF.“

### Operation Lock
In die Zeit der Führung des WWF International durch de Haes fiel auch ein gemeinsames Vorgehen in der Operation Lock, das als weiteres Zeugnis der engen gegenseitigen Verbindung zumindest des WWF International und damit Prinz Bernhards mit Südafrika gewertet wird. Die gemeinsame Operation wurde von Prinz Bernhard initiiert, der auch nach seiner Präsidentschaft des WWF International eng mit der Organisation verbunden blieb, und fand angeblich ohne Kenntnis Prinz Philipps statt. Die Operation Lock genannte Undercover-Maßnahme wurde vom damaligen Leiter des Afrika-Programms des WWF-International, John Hanks, gefördert und unterstützt und war 1987 in Südafrika von KAS Enterprises eingesetzt worden.
Die private Securityfirma KAS Enterprises mit Sitz in London gehörte dem berühmten Gründer der britischen Elite-Kommandokräfte Special Air Service (SAS), David Stirling. Bei den von der KAS beschäftigten Söldnern handelte es sich um ehemalige britische SAS-Kommandotruppen-Mitglieder. Sie bildeten in der zweiten Hälfte der 1980er Jahre als Teil einer Vereinbarung mit WWF-Vertretern Anti-Wilderer-Einheiten in dem damals noch unter Kontrolle Südafrikas befindlichen Namibia und in Mosambik aus, wo die südafrikanische Apartheid-Regierung eine Destabilisierungspolitik verfolgte.
Zudem führte KAS die verdeckte Operation (Codename Operation Lock oder Project Lock) in Südafrika aus, wobei Elfenbein- und Rhinozeroshornhändler gefangen und der Handel beendet werden sollte. Die Operation wurde infiltriert von südafrikanischen Geheimdienstbeamten. Der Leiter des Anti-Wilderer-Teams, Ian Crooke, bot dem südafrikanischen Geheimdienst an, diesen bei der Bekämpfung der Anti-Apartheid-Bewegung zu unterstützen, im Gegenzug für Hilfe bei der Bekämpfung von Wilderei und dem Handel mit Wildtierprodukten. Die Söldner der Operation Lock wurden in Anti-ANC-Aktivitäten verwickelt, die Teil der allgemeinen Strategie des Apartheid-Systems waren. Die Wilderei und Anti-Wilderei-Maßnahmen bildeten zentrale Bestandteile der Destabilisierungspolitik Südafrikas gegenüber den benachbarten Staaten. In diese Vorgänge war der WWF, mit dem Prinz Bernhard und Anton Rupert eng verbunden waren, über die Operation Lock verwickelt. Schwarzenbach veröffentlichte 2011 Ergebnisse aus der Sofaer-Chronologie, die entstanden war, nachdem Prinz Philipp dem US-amerikanischen Anwalt Abraham Sofaer den Auftrag gegeben hatte, die verfügbaren Dokumente durchzugehen und eine Chronologie der Ereignisse für die Bewertung der Schuldfrage zu erstellen. Der Sofaer-Chronologie zufolge trafen sich Hanks und Crooke im November 1987 in London, „um zu besprechen, ob die KAS Enterprises Dealer-Organisationen, die mit Elfenbein und Rhinozeroshorn Geschäfte machten, unterwandern könne (»Operation Lock«)“ und kamen überein, „dass innerhalb des WWF niemand etwas über das Projekt erfahren sollte“. Dem internen WWF-Report zufolge vereinbarten Hanks und Prinz Bernhard miteinander, dass das KAS-Projekt durch Prinz Bernhard finanziert würde, „unter der Voraussetzung, dass der WWF nicht an der Aktion beteiligt sei.“
Einige der Anti-Wilderer-Aktivitäten der KAS und damit verschiedene Aspekte der Operation Lock wurden im Juli 1989 durch den Reuters-Korrespondenten Robert Powell und später durch Stephen Ellis offengelegt. Powell hatte noch keine Verbindung zum WWF herstellen können. Der WWF verhielt sich daraufhin weiter bedeckt und setzte die Zusammenarbeit mit KAS fort. Ausgelöst durch Powells Artikel untersuchte jedoch der Journalist und Redakteur von Africa Confidential, Stephen Ellis, die Vorgänge weiter und veröffentlichte 1991 einige Ergebnisse im The Independent, während der WWF abstritt, dass de Haes von der Verwicklung des WWF Kenntnis gehabt hatte. Auf die Frage, warum der WWF Südafrika, von wo ein Teil des Elfenbein- und Rhinozeroshornschmuggels zum Schutz des Apartheid-Regimes über die SADF finanziert wurde und dessen Häfen als Drehscheibe für die Abwicklung des Schmuggels dienten, nie als Ziel der internationalen WWF-Kampagne gegen den Rhinozeroshornhandel einbezogen wurde, gab der WWF lediglich zur Antwort, der Gegenstand sei „niemals aufgekommen“.
Stephen Ellis zufolge hatte der WWF jedoch in einer geheimen Transaktion Geld an Prinz Bernhard überwiesen, mit dem dieser die Kommandoeinheit des Sicherheitsunternehmens KAS bezahlte. Demzufolge war das Geld, bevor es vom WWF über ungewöhnliche Transaktionen an Prinz Bernhard für die Operation Lock geleitet wurde, in umgekehrter Richtung durch Vermittlung Prinz Bernhards zum WWF-International gekommen. Im Dezember 1988 hatte das Auktionshaus Sotheby’s zwei Gemälde (von Bartolomé Esteban Murillo und Elisabetta Sirani) aus dem Besitz Prinz Bernhards versteigert, die zusammen 610.000 Britische Pfund einbrachten, worauf der Erlös auf Anweisung Prinz Bernhards an WWF-International gespendet wurde. Doch wurde das Geld nicht für die Naturschutzarbeit des WWF verwendet, sondern Prinz Bernhard bat innerhalb weniger Wochen nach dem Verkauf die Vermögensverwaltung des Clubs der 1001, 500.000 Britische Pfund vom Konto des Clubs der 1001 auf das niederländische Konto seiner Frau, Königin Juliana, zu überweisen. Der Betrag von 500.000 britischen Pfund wurde WWF-internen Dokumenten zufolge laut dem geschäftsführenden Direktor der südafrikanischen WWF-Zweigstelle, Frans Stroebel, für die Operation Lock benötigt, während de Haes der erbetenen Verwendung des Geldes zustimmte und der WWF den Restbetrag von 110.000 Britischen Pfund behalten konnte.
Als die Operation enthüllt wurde, reagierte der in Verlegenheit geratene WWF mit dem Bemühen, die Aufmerksamkeit von Prinz Bernhard abzulenken, indem Charles de Haes alle Verantwortung dem damaligen Leiter des Südafrika-Programms von WWF International, John Hanks, zuschrieb, der das Projekt ohne Zustimmung der WWF-Vertreter initiiert habe. John Hanks selbst blieb im Naturschutz weiterhin aktiv und half 1997 Anton Rupert auf dessen Bitte hin, die PPF aufzubauen, dessen CEO John Hanks bis 2000 blieb. Die PPF war die bedeutendste Lobbyorganisation für grenzüberschreitenden Umweltschutz im südlichen Afrika und stand nicht nur unter der Schirmherrschaft von Prinz Bernhard, sondern auch unter der von Nelson Mandela, obwohl eine von Mandela 1994 oder 1995 in Auftrag gegebene Untersuchung unter Führung von Richter Mark Kumleben über die Aktivitäten des WWF in Südafrika während der Apartheid-Jahre zu dem Ergebnis gekommen war, dass ein umfangreiches und verflochtenes Netzwerk von Spionage und Wirtschaftsinteressen bestanden habe, dem Naturschutz möglicherweise lediglich als Deckmantel gedient habe. Ramutsindela et al. kamen zu dem Ergebnis, dass Aktivitäten und Unterstützung des Naturschutzes in der Region Südafrika nicht isoliert von antikommunistischen Kampagnen zu betrachten sind, sondern ein Teil dieser Kampagnen bildeten, insbesondere, wenn die Grenze zwischen „Wilderei“ und „Terrorismus“ aus ideologischen Gründen verwischt wurde. Die in der Ära des Kalten Kriegs entstandenen Netzwerke zeigten demnach den Einfluss von außerhalb der Staatsgrenzen verbleibenden Eliten auf die Entwicklung südafrikanischer Regionen auf.

## Verschwörungstheorien
Der Club der 1001 hat – wie auch die Bilderberg-Konferenzen – Anlass zu verschiedenartigen Verschwörungstheorien in Büchern und Internetforen gegeben, möglicherweise gefördert durch das Fehlen öffentlich verfügbarer Mitgliedschaftslisten und Informationen über deren Zusammenkünfte.
Ramutsindela et al. (2011) unterstreichen in diesem Zusammenhang, dass „eine der größten Gefahren beim Schreiben über den Typus der Elitenetzwerke und -Initiativen darin besteht, dass Leser die Autoren beschuldigen können, Verschwörungstheorien zu erschaffen, sich an ihnen zu beteiligen oder zu ihnen beizutragen“.